# Proletärkultur
Proletärkultur är ett förlag i Göteborg tillhörande Kommunistiska Partiet. Utgivningen består av marxistisk litteratur, skönlitteratur och musik i samma anda. Tidigare var det ett aktiebolag, Proletärkultur AB, men efter dess likvidation stod KPML(r):s boklager för försäljningen. Numera är Proletärkultur registrerat som bifirma.
Förlaget har gett ut böcker av Josef Kjellgren, Ditte Cederstrand, Staffan Beckman, Karl Marx, Anders Carlsson med flera.